# Dżibuti na Mistrzostwach Świata w Lekkoatletyce 2017
Dżibuti na Mistrzostwach Świata w Lekkoatletyce 2017 – reprezentacja Dżibuti podczas mistrzostw świata w Londynie liczyła 4 zawodników, którzy nie zdobyli medalu.

## Skład reprezentacji
Mężczyźni
| Zawodnik               | Konkurencja                        | Eliminacje | Eliminacje | Półfinał | Półfinał | Finał | Finał   |
| Zawodnik               | Konkurencja                        | Wynik      | Pozycja    | Wynik    | Pozycja  | Wynik | Pozycja |
| ---------------------- | ---------------------------------- | ---------- | ---------- | -------- | -------- | ----- | ------- |
| Ayanleh Souleiman      | Bieg na 1500 metrów                | 3:46,64    | 33.        | NQ       | NQ       | NQ    | NQ      |
| Jamal Abdi Dirieh      | Bieg na 5000 metrów                | 13:28,98   | 12.        | —        | —        | NQ    | NQ      |
| Mumin Gala             | Maraton                            | —          | —          | —        | —        | DNF   | DNF     |
| Mohamed Ismail Ibrahim | Bieg na 3000 metrów z przeszkodami | 8:33,77    | 25.        | —        | —        | NQ    | NQ      |